# (170) Maria
(170) Maria es un asteroide que forma parte del cinturón de asteroides y fue descubierto por Henri Joseph Anastase Perrotin en 1877.

## Descubrimiento y denominación
Maria fue descubierto por Henri Perrotin el 10 de enero de 1877 desde el observatorio de Toulouse, Francia, e independientemente por Christian Heinrich Friedrich Peters el 22 de enero del mismo año desde el observatorio Litchfield de Clinton, Estados Unidos. Está nombrado en honor de la hermana del astrónomo italiano Antonio Abetti (1846-1928).

## Características orbitales
Maria orbita a una distancia media del Sol de 2,553 ua, pudiendo acercarse hasta 2,393 ua y alejarse hasta 2,713 ua. Su excentricidad es 0,06264 y la inclinación orbital 14,39°. Emplea en completar una órbita alrededor del Sol 1490 días. Da nombre a la familia asteroidal de María, una de las cinco familias de Hirayama.

## Características físicas
La magnitud absoluta de Maria es 9,39. Tiene un diámetro de 44,3 km y un periodo de rotación de 13,12 horas. Su albedo se estima en 0,1579. Maria está clasificado en el tipo espectral S.